# Piece by Piece (Katie-Melua-Album)
Piece by Piece ist das zweite Studioalbum der georgisch-britischen Sängerin Katie Melua. Es erschien im September 2005 und wurde zum Nummer-eins-Erfolg und Millionenseller. Die erfolgreichste Auskopplung ist Nine Million Bicycles.

## Entstehung und Veröffentlichung
Piece by Piece  erschien in Deutschland am 23. September 2005 (Katalognummer: Dramatico 0007), 17 Monate nach der Veröffentlichung ihres Debütalbums Call Off the Search, in Großbritannien erschien es drei Tage später. Produziert wurde es wie sein Vorgänger von Melua-Entdecker Mike Batt, der dieses Album ebenfalls auf seinem eigenen Label Dramatico veröffentlichte.
Nachdem Produzent Mike Batt den Großteil der Titel des Debütalbums geschrieben hatte, stammen diesmal fünf Songs aus der Feder von Katie Melua selbst, darunter auch das Titellied des Albums. Neben den Titeln von Melua und Batt enthält das Album auch drei Coverversionen. Der Titel Just Like Heaven stammt von der Band The Cure und wurde im Original 1987 auf dem Album Kiss Me Kiss Me Kiss Me veröffentlicht. Katie Meluas Interpretation war auch Titellied zum Film Solange du da bist (Originaltitel: Just Like Heaven) von Mark Waters. Blues in the Night von Johnny Mercer und Harold Arlen aus dem Jahre 1941 wurde im Original für den Oscar nominiert. Das Stück On the Road Again entstammt dem 1968er-Album Boogie with Canned Heat der amerikanischen Bluesrockband Canned Heat. Der Titel Sometimes When I’m Dreaming ist eine Komposition Mike Batts und wurde im Original von Art Garfunkel interpretiert.

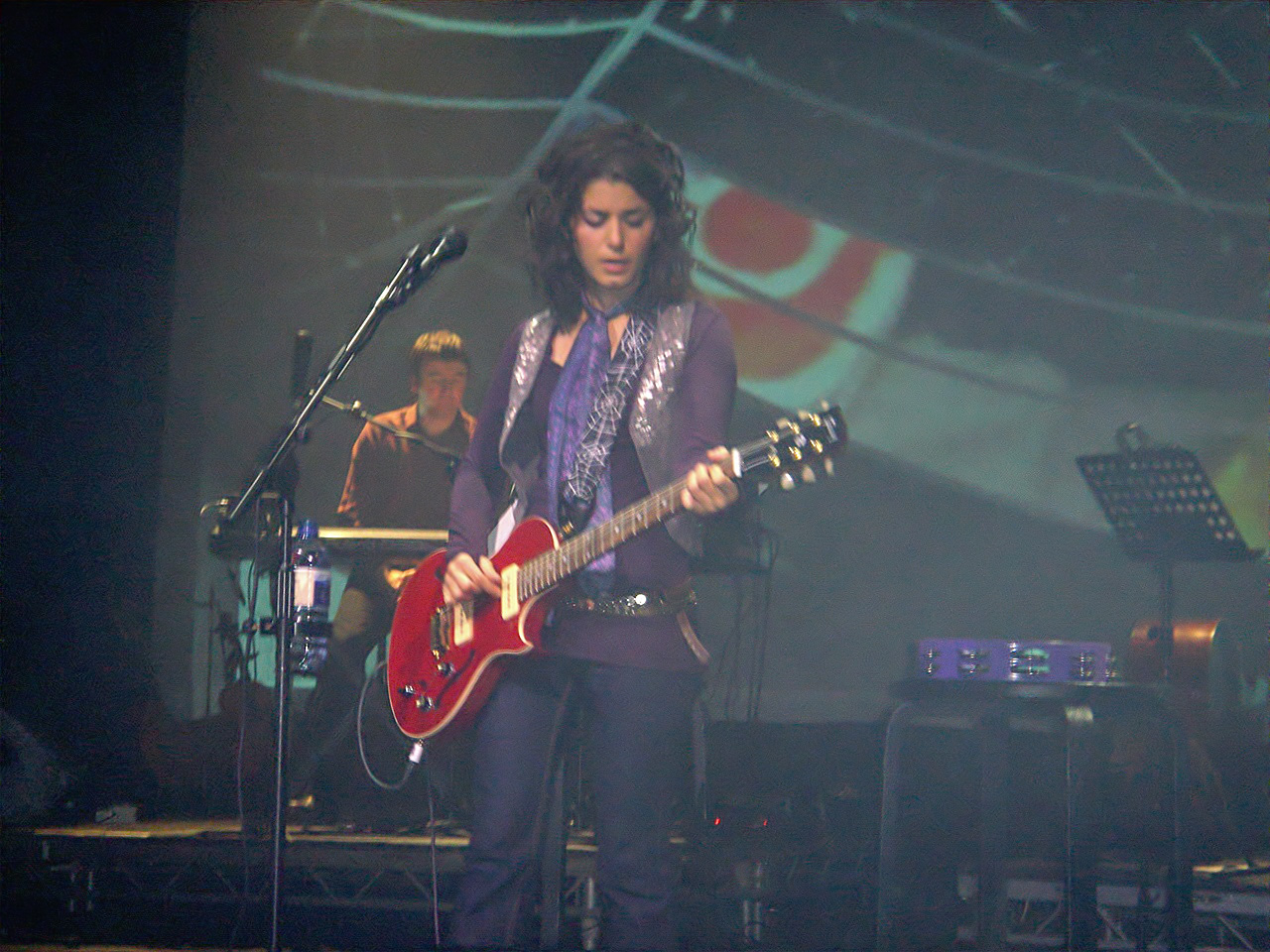
Katie Melua während der Tournee zu Piece by Piece 2006

Bei der Besetzung griffen Melua und Batt weitestgehend wieder auf die Musiker zurück, mit denen sie bereits Call Off the Search eingespielt hatten und mit denen sie auch auf Tournee waren. Als Gitarrist konnte erneut Chris Spedding verpflichtet werden; neben einigen Soloalben hat Spedding auch als Studiomusiker für Elton John, Tom Waits, Brian Ferry und andere gearbeitet. Bei dem Stück Blues in the Night wurde die Band von dem Mundharmonikaspieler Paul Jones unterstützt, der in den 1960er-Jahren zusammen mit Manfred Mann bekannt wurde.
Am 22. September 2006 erschien die Special Bonus Edition des Albums, die neben drei neuen Titeln auch eine etwa 90-minütige Bonus-DVD enthält. Der Großteil der Liveaufnahmen der DVD wurde bei einem Konzert in Düsseldorf aufgezeichnet, weitere Aufnahmen entstanden in Amsterdam. Unter den neuen Titeln befindet sich auch eine Coverversion des Beatles-Hits Lucy in the Sky with Diamonds aus dem Jahr 1967, die Katie Melua in den Abbey Road Studios, in denen auch die Beatles arbeiteten, aufgenommen hat. Im Vorfeld zur CD veröffentlichte sie am 8. September 2006 die Single It’s Only Pain, der Titel ist ebenfalls auf der CD der Special Bonus Edition enthalten.

## Stil
Das Album ähnelt stilistisch dem Debütalbum Call Off the Search, auch hier wurden Jazz-, Blues- und Folk-Einflüsse gemischt, wobei bei diesem Album der persönliche Bezug Katie Meluas deutlich stärker ist.

## Titelliste
In Klammern sind die Namen der jeweiligen Autoren angegeben.
Original
1. Shy Boy (Mike Batt)
2. Nine Million Bicycles (Batt)
3. Piece by Piece (Katie Melua)
4. Half Way up the Hindu Kush (Melua, Batt)
5. Blues in the Night (Harold Arlen, Johnny Mercer)
6. Spider’s Web (Melua)
7. Blue Shoes (Batt)
8. On the Road Again (Floyd Jones, Alan Wilson)
9. Thankyou, Stars (Batt)
10. Just Like Heaven (Robert Smith, Porl Thompson, Simon Gallup, Laurence Tolhurst, Boris Williams)
11. I Cried for You (Melua)
12. I Do Believe in Love (Melua)
Bonustitel der Special Edition:
13. It’s Only Pain (Batt)
14. Lucy in the Sky with Diamonds (John Lennon, Paul McCartney)
15. Sometimes When I’m Dreaming (Batt)

Bonus-DVD
1. Piece by Piece – Moment by Moment
  1. Shy Boy
  2. Nine Million Bicyles
  3. Blues in the Night
  4. Spider’s Web
  5. Fancy (Bobbie Gentry)
  6. I Cried for You
  7. Halfway up the Hindu Kush
  8. Lucy in the Sky with Diamonds
  9. Just Like Heaven
  10. Piece by Piece
  11. On the Road Again
  12. Crawling up a Hill (John Mayall)
  13. Spaceman (Babylon Zoo)
  14. The Closest Thing to Crazy (Batt)
  15. Mockingbird Song (Batt)
  16. Faraway Voice (Melua)
2. Extras
  1. Nine Million Bicycles
  2. I Cried for You
  3. Spider’s Web

## Mitwirkende
- Katie Melua: Gesang, Gitarre; Klavier (4)
- Mike Batt: Klavier
- Jim Cregan, Chris Spedding: Gitarre
- Mike Darcy: Violine
- Martin Ditchman, Chris Karan: Percussion
- Dominic Glover: Trompete
- Tim Harris: Bass
- Henry Spinetti: Schlagzeug
- Andrian Bratt: Flöte (2)
- Craig Pruess: Sitar (4)
- Paul Jones: Mundharmonika (5)
- Peter Knight: Mandoline (9)
- The Irish Film Orchchestra

## Singleauskopplungen
| Jahr | Titel                              | Höchstplatzierung, Gesamtwochen, AuszeichnungChartplatzierungen (Jahr, Titel, , Platzierungen, Wochen, Auszeichnungen, Anmerkungen) | Höchstplatzierung, Gesamtwochen, AuszeichnungChartplatzierungen (Jahr, Titel, , Platzierungen, Wochen, Auszeichnungen, Anmerkungen) | Höchstplatzierung, Gesamtwochen, AuszeichnungChartplatzierungen (Jahr, Titel, , Platzierungen, Wochen, Auszeichnungen, Anmerkungen) | Anmerkungen                                                  |
| Jahr | Titel                              | DE | CH | UK | Anmerkungen                                                  |
| ---- | ---------------------------------- | --- | --- | --- | ------------------------------------------------------------ |
| 2005 | Nine Million Bicycles              | DE31 (40 Wo.)DE | CH43 (40 Wo.)CH | UK5 Silber · (17 Wo.)UK | Erstveröffentlichung: 19. September 2005 Verkäufe: + 215.000 |
| 2005 | I Cried For You / Just Like Heaven | — | — | UK35 (5 Wo.)UK | Erstveröffentlichung: 2005                                   |
| 2006 | Spider’s Web                       | DE67 (7 Wo.)DE | CH54 (5 Wo.)CH | UK52 (1 Wo.)UK | Erstveröffentlichung: 17. April 2006                         |
| 2006 | It’s Only Pain                     | — | — | UK41 (3 Wo.)UK | Erstveröffentlichung: 11. September 2006                     |

## Rezeption

### Preise
- 2006: Edison Award

## Kommerzieller Erfolg

### Chartplatzierungen
Das Album avancierte zum Nummer-eins-Erfolg in Dänemark, den Niederlanden, Norwegen und dem Vereinigten Königreich. In den britischen Charts ist es nach Call Off the Search (November 2003) das zweite Nummer-eins-Album für Melua.
| ChartsChartplatzierungen       | Höchstplatzierung | Wochen |
| ------------------------------ | ----------------- | ------ |
| Deutschland (GfK)              | 2 (138 Wo.)       | 138    |
| Österreich (Ö3)                | 5 (129 Wo.)       | 129    |
| Schweiz (IFPI)                 | 3 (63 Wo.)        | 63     |
| Vereinigte Staaten (Billboard) | 108 (2 Wo.)       | 2      |
| Vereinigtes Königreich (OCC)   | 1 (51 Wo.)        | 51     |

| ChartsJahrescharts (2005)    | Platzierung |
| ---------------------------- | ----------- |
| Deutschland (GfK)            | 56          |
| Schweiz (IFPI)               | 91          |
| Vereinigtes Königreich (OCC) | 11          |

| ChartsJahrescharts (2006)    | Platzierung |
| ---------------------------- | ----------- |
| Deutschland (GfK)            | 2           |
| Österreich (Ö3)              | 18          |
| Schweiz (IFPI)               | 7           |
| Vereinigtes Königreich (OCC) | 55          |

| ChartsJahrescharts (2007) | Platzierung |
| ------------------------- | ----------- |
| Deutschland (GfK)         | 13          |
| Schweiz (IFPI)            | 62          |

### Auszeichnungen für Musikverkäufe
Piece by Piece verkaufte sich laut Schallplattenauszeichnungen weltweit über 3,6 Millionen Mal, davon über 1,2 Millionen Mal im Vereinigten Königreich. In Deutschland verkaufte sich das Album über 800.000 Mal, womit es das meistverkaufte Jazzalbum des Landes ist. Es wurde hierfür im Jahr 2007 mit einer vierfachen Platin-Schallplatte ausgezeichnet und löste damit Norah Jones’ Come Away with Me (750.000 verkaufte Einheiten) als meistverkaufte Jazzveröffentlichung ab.
| Land/Region                  | Auszeichnungen für Musikverkäufe (Land/Region, Auszeichnung, Verkäufe) | Verkäufe    |
| ---------------------------- | ---------------------------------------------------------------------- | ----------- |
| Belgien (BRMA)               | Platin                                                                 | (50.000)    |
| Dänemark (IFPI)              | 4× Platin                                                              | (120.000)   |
| Deutschland (BVMI)           | 4× Platin                                                              | (800.000)   |
| Europa (IFPI)                | 3× Platin                                                              | (3.000.000) |
| Europa (Impala)              | 7× Platin                                                              | 3.500.000   |
| Frankreich (SNEP)            | 3× Platin                                                              | (300.000)   |
| Irland (IRMA)                | 4× Platin                                                              | (60.000)    |
| Kanada (MC)                  | Gold                                                                   | 50.000      |
| Neuseeland (RMNZ)            | Gold                                                                   | 7.500       |
| Niederlande (NVPI)           | 2× Platin                                                              | (160.000)   |
| Norwegen (IFPI)              | 3× Platin                                                              | (120.000)   |
| Österreich (IFPI)            | Platin                                                                 | (30.000)    |
| Polen (ZPAV)                 | 2× Platin                                                              | (40.000)    |
| Schweden (IFPI)              | Platin                                                                 | (40.000)    |
| Schweiz (IFPI)               | 3× Platin                                                              | (120.000)   |
| Südafrika (RISA)             | Platin                                                                 | 50.000      |
| Vereinigtes Königreich (BPI) | 4× Platin                                                              | (1.200.000) |
| Insgesamt                    | 2× Gold · 43× Platin ·                                                 | 3.607.500   |